# Leuctra pseudocingulata
Leuctra pseudocingulata är en bäcksländeart som beskrevs av Mendl 1968. Leuctra pseudocingulata ingår i släktet Leuctra och familjen smalbäcksländor. Inga underarter finns listade i Catalogue of Life.